# Hallington (Northumberland)
Hallington is een dorpje en civil parish in het district East Lindsey in het Engelse graafschap Northumberland. Het ligt een kleine 30 km ten noordwesten van Newcastle upon Tyne. In 2001 telde het dorpje 48 inwoners.
Net ten noorden van het dorp liggen de reservoirs van Hallington, die eind negentiende eeuw werden aangelegd ten behoeve van de drinkwatervoorziening van Newcastle en omgeving. Dorp en reservoirs liggen ten oosten van het natuurgebied de Lincolnshire Wolds, een Area of Outstanding Natural Beauty.
Volgens de Anglicaanse Kerk bestaat de parochie van Saint John Lee sinds de tiende eeuw. In het Domesday Book van 1086 wordt het plaatsje vermeld als Halintun.